# 기후 FM 방송
기후 FM방송은 일본의 FM라디오 방송국으로 2001년 4월 1일 개국했으며 기후현에서 방송을 실시하고 있다.
JFN에 가맹했으며 애칭은 Radio 80, 콜사인은 JOXV-FM이다.

## 연혁
- 2000년 12월 14일 회사 설립
- 2001년 4월 1일 개국
- 2007년 9월 3일 가미오카나가레하중계국 개국

## 주파수
- 기후 중계국:80.0MHz(출력:1kW)
- 다카야마 중계국:80.0MHz(출력:20W)
- 도키미나미 중계국:81.5MHz(출력:100W)
- 나카쓰가와 중계국:78.3MHz(출력:100W)
- 게로 중계국:82.1MHz(출력:10W)
- 구죠야하타 중계국:79.3MHz(출력:100W)
- 가미오카나가레하 중계국:79.3MHz(출력:30w)

## 특징
- 2010년 9월 30일 폐국한 아이치 국제방송을 제외한 일본의 민영 FM 방송국 52개국 중 가장 늦게 개국한 방송국이다.
- 현역AM 방송국인 기후 방송이 있어서, 1980년대 후반까지 우정성이 현역AM국 경영 안정화 관점에서 현역FM 방송국 주파수 할당을 꺼리고 있었으며 기후 현 남부지방의 경우 평야를 중심으로 FM아이치나 ZIP-FM을 쉽게 들을 수 있어서 현역 방송국설립욕구가 낮았다.
- 하시마시와 오가키시가 본사유치를 위해 싸웠기 때문에 개국이 늦어지게 되었다.

## 기후현에 있는 다른 텔레비전·라디오 방송국
- NHK 기후 방송국
- 기후 방송(GBS)(독립 텔레비전·라디오 방송국)